# Lac Sabine
Pour les articles homonymes, voir Sabine.
Le lac Sabine (en anglais : Sabine Lake) est une étendue d'eau salée de 364 km2 (23 km de long sur 11 km de large). Il s'agit d'un estuaire formé à la confluence de la Sabine et de la Neches qui se situe à la frontière entre le Texas et la Louisiane.
Le lac borde les comtés de Jefferson et d'Orange au Texas ainsi que la paroisse de Cameron en Louisiane. Les villes de Port Arthur et Groves se trouvent sur ses rives.
Le refuge faunique national Sabine longe le lac à l'est.